# Распродажа
Распродажа — популярный в торговой сфере способ скорейшего сбыта товаров по сниженным ценам вследствие тех или иных причин. В большинстве случаев распродажа выгодна как для покупателей, так и для продавцов.

## Общая информация
Распродажи представляют собой кратковременные акции, главная задача которых — стимулирование потребителя к совершению покупки в определённый период (во время проведения акции)
. Ещё в XIX веке во время распродаж покупателям нередко сбывался товар плохого качества, поэтому в 1895 году в Австрии был принят первый закон регулирующий подобные мероприятия. В скором времени права покупателей были законодательно защищены и во многих других странах.
К распродажам можно отнести не только тривиальное снижение цен на товары, но и различные акции и бонусы, когда покупателям предлагается приобрести две вещи по цене одной или собрать специальные наклейки, позволяющие получить следующий товар со значительной скидкой или бесплатно.
На распродажах продают товар качеством не ниже, чем обычно. Товар с дефектами, царапинами или продукты с истекающим сроком годности должны продавать как товар уценённый; причём, в подавляющем большинстве случаев продавец называет это распродажей неосознанно, в силу недостаточного образования и некомпетентности маркетологов. Продукты с истекающим сроком годности в развитых экономических странах (например в Финляндии и Германии) нередко отдаются бесплатно; причём считается очень плохим тоном взять такие продукты, если ты человек состоятельный и легко можешь себе позволить купить продукты в общем порядке (см. также ст. Бесплатный магазин и Бесплатная столовая).

## Основные виды распродаж и возможные способы обмана покупателей
1) Уценённый товар. Как сказано выше, товар на распродажах должен быть того же качества, что и до неё, иначе это просто уценка товара никак с описываемым термином не связанная.
2) Распродажа товара, которого нет. Магазин или торговая сеть заявляет о продаже товаров по цене значительно ниже среднерыночной, но на прилавок попадают 1-2 экземпляра, которые покупают в первые минуты после открытия. Расчёт сделан на то, что придя в магазин покупатель уже не удержится от того, чтобы купить что-то ещё. Иногда недостаток товара приводит к дракам между покупателями.
3) Распродажа неходового или залежалого товара. Стремясь продать не пользующийся спросом товар, продавцы объявляют о распродаже. При этом распродаются неходовые размеры одежды и обуви, малоизвестные марки техники, товар с витрины, порой с царапинами и потёртостями.
4) Распродажа на всё! Придя в магазин покупатель нередко узнаёт, что распродажа касается только определённой категории товаров или все товары будут предложены изначально по немного завышенной цене, но со скидкой цена будет среднерыночной, а иногда и чуть выше, чем в соседних магазинах. При крупных покупках всегда стоит посмотреть цены у конкурентов.
5) Подарок за покупку, который включён в стоимость товара. В российских магазинах нередко стоимость "подарка" включена в цену дорогого товара, а в качестве подарка предлагается неходовой товар. Порой подарок - условность, но иногда и забавный маркетинговый ход. Так, несколько лет назад, российская компания «Баркли» озвучила слоган: «Купи квартиру и получи бейсболку!» Маловероятно, что желание получить бейсболку привлекло много покупателей, но акция запомнилась, о ней говорили по радио и телевидению, писали в газетах, что в итоге таки сыграло свою роль, продажи у «Баркли» увеличились.
6) Праздничная распродажа акция приуроченная к какому-либо празднику; было бы вернее назвать её предпраздничной, т.к. начинается она, как правило, до памятной даты. Во время праздничных распродаж продавцы нередко применяют все те уловки, что описаны выше.
7) Сезонная распродажа представляет собой почти то же самое, что праздничная (см. пункт № 6). Пожалуй главным отличием является то, что автомобиль купленный в автосалоне, но выпуска прошлого года уже на выезде из салона теряет до 30% стоимости - поэтому салоны хотят их сбыть в тот же год, иначе автомобиль может «зависнуть» надолго. Аналогично происходит с дорогой бытовой техникой. Дорогие бренды одежды, которые доступны только весьма состоятельным людям, тоже выпускают раз в сезон новые коллекции, а прийти на светский приём в чём-то из прошлогодней коллекции — риск стать объектом насмешек. Поэтому цены опускают до доступных среднему классу, где к этому относятся намного спокойнее.
8) Ликвидация товара. При выходе из бизнеса распродажа-ликвидация нужна, чтобы освободить помещение, расплатиться с кредиторами. Однако распродажа-ликвидация вполне может быть очередным обманом, чтобы заманить доверчивого потребителя. Нередко после такой "ликвидации", торговая точка продолжает работу, что зачастую объясняется появлением нового инвестора, который и спас магазин от разорения.
9) Купонная распродажа

## Права покупателей
Нередки случаи, когда покупателям отказывают в замене или ремонте купленного по акциям и распродажам товаров. Однако статья 18 Закона Российской Федерации «О защите прав потребителей» позволяет покупателю потребовать замены на товар этой же марки (этих же модели и (или) артикула); потребовать замены на такой же товар другой марки (модели, артикула) с соответствующим перерасчётом покупной цены; потребовать соразмерного уменьшения покупной цены; потребовать незамедлительного безвозмездного устранения недостатков товара или возмещения расходов на их исправление потребителем или третьим лицом; отказаться от исполнения договора купли-продажи и потребовать возврата уплаченной за товар суммы. Или, по требованию продавца и за его счёт, потребитель должен возвратить товар с недостатками.
Другими словами: продавец несёт полную ответственность за качество реализуемого на распродажах товара.